# 1505 у науці
У 1505 році в науці й техніці відбулися такі важливі події.

## Біологія
- приблизна дата – Леонардо да Вінчі створює начерки механіки пташиного польоту «Codex on the Flight of Birds».[1]

## Відкриття
- Португальці досягли Коморського архіпелагу.
- Іспанський дослідник Хуан де Бермудес відкрив Бермудські острови.[2]
- 1505 або 1506 – португальський дослідник Гонсалу Алваріш першим побачив те, що пізніше буде відоме як острів Гоф.

## Математика
- Сципіон дель Ферро розв'язує кубічне рівняння зі стиснутою структурою.[3]

## Мінералогія
- Ульрих Рюлейн фон Кальбе публікує в Аугсбурзі «Eyn wohlgeordnet und nützlich büchlein, wie man bergwerk suchen und finden soll» («Добре впорядкована та корисна книжечка про те, як шукати та знаходити мінерали»), першу наукову роботу з гірничої справи в Німеччині.

## Технології
- Перша відома згадка про кулемет із колісцевим замком.

## Народились
- 20 травня — Левін Лемній (пом. 1568 ), нідерландський лікар.
- Джован Баттіста Белласо, італійський криптолог.

## Померли
- Габріеле Зербі (нар. 1445), веронський геронтолог, розпилений навпіл незадоволеними синами померлого пацієнта.